# 李国华 (1960年3月)
李国华（1960年3月—），江西德安人，中华人民共和国政治人物。毕业于江西省邮电学校载波专业，南昌大学在职工商管理硕士。

## 生平
曾任江西省邮电管理局副局长（1996年12月—1999年7月）、局长（1999年—2005年），国家邮政局副局长（2005年7月—2006年11月），中国邮政集团公司副总经理（2006年11月—2011年9月）。2011年9月升任中国邮政集团公司总经理，2012年1月兼任中国邮政储蓄银行董事长。2018年7月19日调任中国联合网络通信集团有限公司董事、总经理、党组副书记，2020年3月辞去职务。
2022年2月18日，因涉嫌严重违纪违法，接受中央纪委国家监委纪律审查和监察调查，成为中共十九大以来通讯领域“首虎”，也是农历壬寅年（虎年）“首虎”。9月30日，遭到开除党籍处分。11月4日，国家监察委员会调查终结，将本案移送检察机关审查起诉。最高人民检察院依法以涉嫌受贿罪、滥用职权罪对李国华作出逮捕决定。
2023年7月20日，山东省青岛市中级人民法院一审公开开庭审理中国联合网络通信集团有限公司原党组副书记、总经理李国华受贿、滥用职权一案，青岛市人民检察院指控其于1998年至2022年利用担任江西省邮电管理局党组成员、副局长，江西省邮政局党组副书记、副局长，党组书记、局长，国家邮政局党组成员、副局长，中国邮政集团公司党组成员、副总经理，党组副书记、总经理，党组书记、总经理，中国邮政储蓄银行有限责任公司党委书记、董事长等职务上的便利，为有关单位和个人在项目承揽、企业经营、职务晋升等事项上提供帮助，直接或通过他人非法收受有关单位和个人给予的财物，共计折合人民币6645万余元，在担任江西省邮政局党组书记、局长，国家邮政局党组成员、副局长期间，滥用职权，造成国有资产损失人民币4996万余元。
2024年5月7日，山东省青岛市中级人民法院一审公开宣判中国联合网络通信集团有限公司原党组副书记、总经理李国华受贿、滥用职权一案，以受贿罪判处有期徒刑十五年，并处罚金人民币六百万元；以滥用职权罪判处有期徒刑三年，决定执行有期徒刑十六年，并处罚金人民币六百万元